# Powstanie w kantonie Nidwalden
Powstanie w kantonie Nidwalden (niem. Schreckenstage von Nidwalden, Nidwalder Aufstand lub Der Überfall in Nidwalden) – trwające w dniach 7–9 września 1798 r. starcia zbrojne między wojskami francuskimi a mieszkańcami kantonu Nidwalden, próbującego utrzymać swoją niezależność i zasady ustrojowe w sytuacji proklamowania przez francuskiego okupanta 12 kwietnia 1798 Republiki Helweckiej.

## Geneza
W styczniu 1798 r. większość obszaru tzw. starej Konfederacji Szwajcarskiej znajdowała się pod okupacją francuską. 5 marca upadło Berno, w związku z czym 12 kwietnia 1798 r. pod presją okupanta dwanaście kantonów szwajcarskich powołało Republikę Helwecką. Niezależność względem niej zachowały jednak katolickie kantony Uri, Schwyz, Nidwalden, Glarus, Zug i Wallis, które przeciwne były narzuconej liberalnej konstytucji, a w szczególności wolności religijnej.
W celu złamania oporu do zbuntowanych kantonów wkroczyły wojska francuskie pod dowództwem generała Balthasara Alexisa Henri Antoine von Schauenburga. Jako pierwsze zaatakowane zostały kantony Glarus i Zug, które poddały się praktycznie bez walki już po pierwszych potyczkach. Zagrożeni mieszkańcy Nidwalden rozpoczęli umacnianie palisad w miejscowości Stansstad, która wytrzymała pierwszy atak francuski. Dnia 9 kwietnia 1798 r. Francuzom udało się przełamać obronę Szwajcarów. Miasto poddało się, a obrońcy dostali się do niewoli.
Pod koniec kwietnia 1798 r. gotowa była armia pięciu kantonów w sile 10 000 ludzi pod przywództwem Aloisa von Redinga ze Schwyz. W jej skład m.in. weszły wojska z kantonów Uri, Schwyz i Unterwalden. W okresie od 30 kwietnia do 3 maja siły te z powodzeniem odpierały ataki 12 000 armii francuskiej. Dnia 3 maja Reding został jednak zmuszony do podpisania zawieszenia broni z Schauenburgiem. Na skutek militarnej przewagi Francuzów kantony Szwajcarii wewnętrznej miały uznać konstytucję podległej Francji Republiki Helweckiej. Karą za opór miało być połączenie zbuntowanych kantonów Szwajcarii wewnętrznej w nowy kanton Waldstätten, co w efekcie przyniosłoby zmarginalizowanie politycznej roli tego regionu we władzach kraju.
Dnia 29 sierpnia Rada kantonu Nidwalden, licząc na ewentualną pomoc austriacką, odrzuciła projekt włączenia do kantonu Waldstätten. W odpowiedzi na to władze Republiki Helweckiej, chcąc uniknąć rozszerzenia się rewolty, zwróciły się do Francuzów z prośbą o interwencję militarną.

## Przebieg walk
Dnia 9 września około 10 000 Francuzów przypuściło atak na zbuntowany kanton. Z militarnego punktu widzenia opór Szwajcarów wydawał się bezcelowy, jednakże miejscowa ludność, zagrzewana do walki przez kapucyna Paula Stygera, podjęła walkę, stawiając zażarty, choć krótkotrwały opór. Walkę z Francuzami podjęło około 1600 powstańców. W rejonie Kehrsitenberg grupie 30 powstańców udało się wprawdzie powstrzymywać przez 5 godzin ataki 800 Francuzów, jednak porażka militarna była nieunikniona. Opór Szwajcarów wywarł na Francuzach duże wrażenie. Zażarty opór Szwajcarów wywołał wbrew rozkazowi Schauenburga odwetowe akcje Francuzów skierowane przeciwko cywilom. Ziemie kantonu Nidwalden zostały splądrowane, a domostwa spalone. Spustoszone zostały miejscowości Ennetmoos, Stansstad i Buochs, znacznie ucierpiało też Stans.

## Następstwa
W trakcie walk poległo około 100 Szwajcarów z Nidwalden, dalszych 300 – wśród nich ponad setka kobiet i 26 dzieci – zginęło w czasie pacyfikowania kantonu. Francuzi w myśl legendy mieli stracić w walkach około 2000 ludzi, jednakże w rzeczywistości ich straty były znacznie niższe (ok. 100-150 osób). Liczne miejscowości kantonu zostały zrównane z ziemią, 600 domów i wiele kościołów zostało spalonych, a ludność cywilna obrabowana doszczętnie, tak że wkrótce sami Francuzi z litości rozpoczęli rozdzielanie dla niej żywności, a Johann Heinrich Pestalozzi zlecił budowę domu dla sierot wojennych w Stans. Dla upokorzenia pokonanych Francuzi pozbawili pomnik Winkelrieda (Bitwa pod Sempach) włóczni i miecza. Opór mieszkańców kantonu wobec francuskiej interwencji odbił się szerokim echem w krajach koalicji antyfrancuskiej, a wywołana pacyfikacją trauma odcisnęła silne piętno na XIX-wiecznej historii Szwajcarii, w której katolickie kantony niechętnie odnosiły się do wszelkich późniejszych projektów reform konstytucyjnych.